# 久我泰博
久我 泰博（くが やすひろ）は、日本の裁判官。東京高等裁判所判事（第10刑事部）を経て、横浜地方裁判所部総括判事。主に刑事裁判を担当。慶應義塾大学卒業。

## 経歴
- 1979年（昭和54年）　司法修習生
- 1981年（昭和56年）　釧路地方・家庭裁判所判事補
- 1983年（昭和68年）　浦和地方・家庭裁判所判事補
- 1986年（昭和61年）　福島地方・家庭裁判所会津支部判事補
- 1988年（昭和63年）　東京地方裁判所判事補
- 1991年（平成3年）　高知地方裁判所・高知家庭裁判所判事
- 1996年（平成8年）　大阪地方裁判所判事
- 1998年（平成10年）　大阪高等裁判所判事職務代行
- 1999年（平成11年）　大分地方裁判所・大分家庭裁判所部総括判事
- 2003年（平成15年）　前橋地方裁判所刑事部・前橋家庭裁判所部総括判事
- 2008年（平成20年）4月　東京高等裁判所判事
- 2009年（平成21年）9月　横浜地方裁判所部総括判事
- 2012年（平成24年）　仙台高等裁判所秋田支部長
- 2014年（平成26年）　依願退官、王子公証人役場公証人
- 2015年（平成27年）　一般財団法人東京公証人協会理事

## 人物
前橋地裁時代の2003年10月9日には群馬女子高生誘拐殺人事件（2002年7月19日発生）の第一審判決公判にて裁判長として被告人に無期懲役判決（前橋地検の求刑：死刑）を言い渡した。判決宣告後には被告人に「周りの人に『死刑にしなくて良かった』と言ってもらえる人間になってほしい」と説諭したほか、被告人の退廷後には被害者の両親に対し「納得がいかないと思うが、『犯人が人を殺すのは簡単だが、国家が死刑という判断をするのは大変だ』ということだ」と語りかけた。なお同事件は前橋地検が控訴した結果、2004年10月29日に東京高等裁判所（白木勇裁判長）が同判決を破棄して死刑判決を言い渡し、被告人が最高裁判所へ上告しなかったため死刑が確定した。死刑囚はその後、法務大臣鳩山邦夫の死刑執行命令により2008年（平成20年）4月10日に東京拘置所で死刑を執行された。
2003年3月の裁判では、暴力団による抗争事件で実行犯に死刑判決を言い渡し「制度がある以上は死刑はやむを得ない。死刑判決は出しましたが、君にはできるだけ長くこの世にとどまってほしい。命を奪った人のためにこれからできることはたくさんあると思います」と述べていた。
2008年1月、タクシー運転手が女性客にわいせつ行為を行ったとされる事件で、「女性の供述は信用出来ない」として無罪を言い渡した。その後、被告人に「一年以上もの長い間拘束してしまい、すみませんでした」と述べた。
2025年、瑞宝中綬章受章。